# ベガ (テレビ)

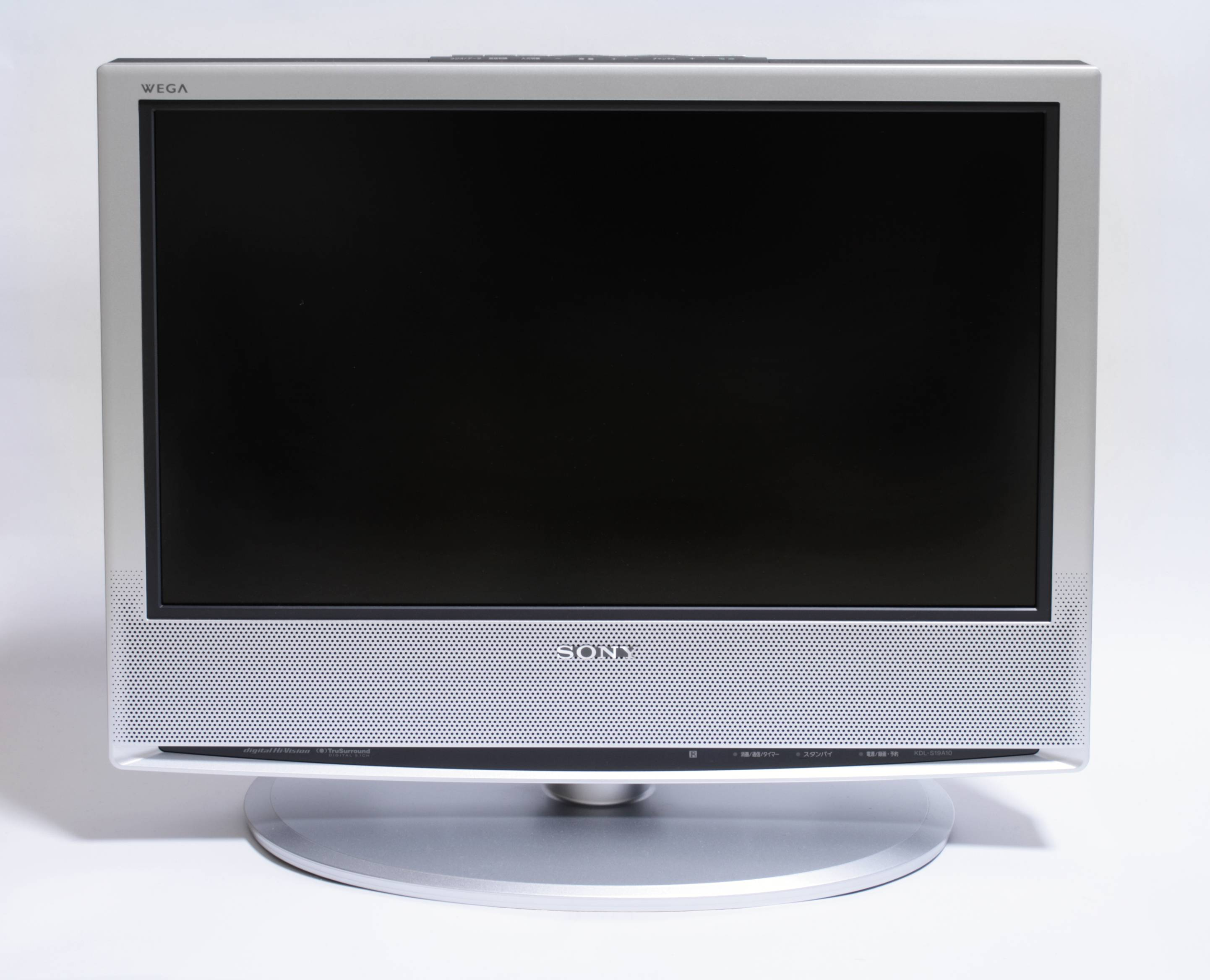
ハッピー〈ベガ〉(KDL-S19A10)

製品ロゴ

WEGA (ベガ) は、1975年にソニーが買収したドイツの音響・映像機器メーカー。その後、一時期発売していたテレビのブランド名。表示素子はブラウン管のほか、BRAVIA（ブラビア）の発売までは、液晶テレビ・プラズマテレビにもこの名称が使われ、リアプロジェクションテレビは「グランドベガ」と名付けられていた。

## 概要
1996年11月に発売された28型ワイドテレビ「KV-28SF5」に搭載された「スーパーフラットトリニトロン管」は、ソニー独自のカラーブラウン管であるトリニトロン管の特徴を生かし、従来困難とされていた画面のフルフラット化を実現した。翌年の1997年5月に、スーパーフラットトリニトロン管は「FDトリニトロン管」と名称を改め、32型・28型ハイビジョン/ワイドテレビに搭載され、その発売にあたって「WEGA」（ベガ）をブランド名称とした。
画質面での最大の特徴は、ハイビジョンテレビ（KW-32HDF9）に「デジタル・リアリティー・クリエーション(DRC)」と呼ばれる新たな高画質技術が取り入れられたことが挙げられる。従来のNTSC映像を高精細なハイビジョン映像へつくりかえる技術（アップコンバート）で、その後「デジタル・リアリティー・クリエーション:マルチファンクション(DRC-MF)」「DRC-MF V1」「DRC-MF V2」「DRC-MF V2.5」の順で進化している。
ベガの登場は大画面テレビ市場に強いインパクトを与え、他社からも「face（フェイス）」（東芝）「T（タウ）」（松下電器産業〔現:パナソニック〕）など、独自技術で開発されたフラットテレビが登場するきっかけとなった。ベガは先述の「DRC」によるアップコンバート技術が発売当初としては斬新なものでかつ完成度が高かった圧倒的な優位点を武器にヒットしたが、その煽りを受けたことによりソニーは薄型テレビの商品展開が遅れ、薄型テレビの時代を迎えるとテレビ部門は不振に陥った。
デジタルハイビジョンテレビのブランドが「BRAVIA」に変更された後も、ブラウン管テレビでは「WEGA」ブランドを継続していたが、ブラウン管テレビの退潮により、2007年4月に全機種とも生産終了。同時にトリニトロンカラーテレビ自体が39年の歴史に幕を閉じた。
なお、現在は全機種販売を終了しているが、かつては「WEGA」ブランドでプラズマテレビも販売していた。
また、ベガゲート(WEGA GATE)という機能もあった。それは、リモコンにあるWEGA GATEボタンを押し、「テレビ放送をみる」、「ラジオ放送をきく」、「データ放送をみる」、「写真をみる」、「ビデオをみる」、「音楽をきく」（HX2Nシリーズのみ）、「録画をする」といった「できること」が表示され、操作画面に沿って「楽しみたいこと」にナビゲートする機能である。
元々、このWEGAの名称は、ドイツにおけるソニー製品（音響、映像製品）の輸入、販売ブランドであったが、ソニーが買収したためこの名称を使用できるようになった。

## 型番法則
MUSEデコーダー搭載ブラウン管KW-サイズ+シリーズ名　例:KW-32HDF9
M-Nコンバーダー搭載HDブラウン管・SDブラウン管KV-サイズ+シリーズ名 例:KV-28SF5　KV-36DRX7　KV-14MF1
デジタルチューナー搭載HDブラウン管KD-サイズ+シリーズ名 例:KD-36HR500 KD-36HD900
リアプロジェクションテレビKDF-サイズ+シリーズ名　例:KDF-42HD900
プラズマテレビKDE-P+サイズ+シリーズ名 例:KDE-P37HVX
ハイビジョン液晶テレビ(上位機種)KDL-L+サイズ+シリーズ名　例:KDL-L32HVX
SD液晶テレビKLV-サイズ+シリーズ名　例:KLV-14AP2 KLV-20AP2
ハイビジョン液晶テレビ(下位機種)KDL-S+サイズ+シリーズ名　例:KDL-S23A10